# Maniola ornata
Maniola ornata är en fjärilsart som beskrevs av Turati 1930. Maniola ornata ingår i släktet Maniola och familjen praktfjärilar. Inga underarter finns listade i Catalogue of Life.